# Chos Malal
Chos Malal es una ciudad ubicada en el norte de la provincia del Neuquén (Argentina), cabecera del departamento homónimo.

## Toponimia
Su nombre proviene de la lengua mapuche y significa "corral amarillo", denominación descriptiva por el acentuado color del tipo de roca sedimentaria (piedra laja) que predomina en los cerros que rodean el valle.

## Historia
Fue fundada el 4 de agosto de 1887 por el coronel Manuel José Olascoaga a partir del fortín "IV División", siendo la primera capital provincial concreta (le habían precedido los fortines de Ñorquín y Campana Mahuida) del Territorio del Neuquén, hasta 1904, en que la sede de las autoridades provinciales fue trasladada a la ciudad de Neuquén.
La fundación de Chos Malal obedeció al objetivo de controlar las rutas de arreos de ganados entre los dos lados de la cordillera de los Andes, y esto se realizó poco después de que se desalojara de una especie de fortaleza ubicada en Varvarco a un grupo de contrabandistas y "cuatreros".
De aquella época se preserva el viejo edificio de la Casa de Gobierno.

### Museo Histórico Manuel José Olascoaga
Ocupa el antiguo edificio de la Comandancia del Fuerte IV División;  exhibe en tres salas la primera imprenta del lugar, armas, cuadros, banderas, uniformes, documentos de la Campaña al Desierto y piezas paleontológicas y de los pueblos originarios.

## Geografía
La ciudad de Chos Malal se encuentra rodeada por el río Neuquén y el río Curi Leuvú, y se alza en cercanías de la Cordillera del Viento, que se extiende en sentido sur-norte, hasta el volcán Domuyo.

## Clima
El clima es continental de altura, con inviernos fríos (de frecuentes nevadas) y veranos de días cálidos y noches frescas. La zona en donde está emplazada la ciudad se encuentra prácticamente en el área de contacto entre las vegetaciones xerófilas (al este) y los bosques de coníferas (al oeste) existiendo abundantes vegas y mallines
Las temperaturas más elevadas se registran especialmente en los meses de enero y febrero con una máxima absoluta de 40.6 °C mientras que las temperaturas mínimas se registran en otoño e invierno con una media de 5.8 °C. Las nevadas invernales son copiosas y abundantes en los meses de junio y julio fundamentalmente, aunque en ocasiones se pueden dar desde mayo hasta septiembre. La temperatura mínima absoluta registrada en esta ciudad es de -13,9 °C (Período 1901 - 1960).
| Parámetros climáticos promedio de Chos Malal - Normales: 1901-1960 - Extremos: 1901-1960                            | Parámetros climáticos promedio de Chos Malal - Normales: 1901-1960 - Extremos: 1901-1960 | Parámetros climáticos promedio de Chos Malal - Normales: 1901-1960 - Extremos: 1901-1960 | Parámetros climáticos promedio de Chos Malal - Normales: 1901-1960 - Extremos: 1901-1960 | Parámetros climáticos promedio de Chos Malal - Normales: 1901-1960 - Extremos: 1901-1960 | Parámetros climáticos promedio de Chos Malal - Normales: 1901-1960 - Extremos: 1901-1960 | Parámetros climáticos promedio de Chos Malal - Normales: 1901-1960 - Extremos: 1901-1960 | Parámetros climáticos promedio de Chos Malal - Normales: 1901-1960 - Extremos: 1901-1960 | Parámetros climáticos promedio de Chos Malal - Normales: 1901-1960 - Extremos: 1901-1960 | Parámetros climáticos promedio de Chos Malal - Normales: 1901-1960 - Extremos: 1901-1960 | Parámetros climáticos promedio de Chos Malal - Normales: 1901-1960 - Extremos: 1901-1960 | Parámetros climáticos promedio de Chos Malal - Normales: 1901-1960 - Extremos: 1901-1960 | Parámetros climáticos promedio de Chos Malal - Normales: 1901-1960 - Extremos: 1901-1960 | Parámetros climáticos promedio de Chos Malal - Normales: 1901-1960 - Extremos: 1901-1960 |
| Mes | Ene.                                                                                     | Feb.                                                                                     | Mar.                                                                                     | Abr.                                                                                     | May.                                                                                     | Jun.                                                                                     | Jul.                                                                                     | Ago.                                                                                     | Sep.                                                                                     | Oct.                                                                                     | Nov.                                                                                     | Dic.                                                                                     | Anual                                                                                    |
| --- | ---------------------------------------------------------------------------------------- | ---------------------------------------------------------------------------------------- | ---------------------------------------------------------------------------------------- | ---------------------------------------------------------------------------------------- | ---------------------------------------------------------------------------------------- | ---------------------------------------------------------------------------------------- | ---------------------------------------------------------------------------------------- | ---------------------------------------------------------------------------------------- | ---------------------------------------------------------------------------------------- | ---------------------------------------------------------------------------------------- | ---------------------------------------------------------------------------------------- | ---------------------------------------------------------------------------------------- | ---------------------------------------------------------------------------------------- |
| Temp. máx. abs. (°C)                                                                                                | 40.6                                                                                     | 40.6                                                                                     | 37.8                                                                                     | 34.2                                                                                     | 30.6                                                                                     | 25.5                                                                                     | 25.1                                                                                     | 29.0                                                                                     | 33.9                                                                                     | 33.4                                                                                     | 37.5                                                                                     | 39.6                                                                                     | 40.6                                                                                     |
| Temp. máx. media (°C)                                                                                               | 31.1                                                                                     | 30.3                                                                                     | 27.4                                                                                     | 22.1                                                                                     | 17.0                                                                                     | 13.2                                                                                     | 12.8                                                                                     | 15.0                                                                                     | 18.2                                                                                     | 22.8                                                                                     | 26.5                                                                                     | 29.2                                                                                     | 22.1                                                                                     |
| Temp. media (°C) | 21.7                                                                                     | 20.7                                                                                     | 17.8                                                                                     | 13.4                                                                                     | 10.2                                                                                     | 7.2                                                                                      | 6.6                                                                                      | 7.9                                                                                      | 10.5                                                                                     | 14.2                                                                                     | 17.6                                                                                     | 19.9                                                                                     | 14                                                                                       |
| Temp. mín. media (°C)                                                                                               | 12.4                                                                                     | 11.1                                                                                     | 8.3                                                                                      | 4.7                                                                                      | 3.4                                                                                      | 1.3                                                                                      | 0.4                                                                                      | 0.9                                                                                      | 2.8                                                                                      | 5.6                                                                                      | 8.7                                                                                      | 10.6                                                                                     | 5.9                                                                                      |
| Temp. mín. abs. (°C)                                                                                                | -1.9                                                                                     | 2.0                                                                                      | -3.0                                                                                     | -9.1                                                                                     | -10.6                                                                                    | -12.5                                                                                    | -13.9                                                                                    | -9.6                                                                                     | -9.1                                                                                     | -4.5                                                                                     | -4.2                                                                                     | -0.6                                                                                     | -13.9                                                                                    |
| Fuente: *Secretaría de Minería: estación meteorológica de Chos Malal - Datos período 1901-1960 (promedio 1901-1960) |                                                                                          |                                                                                          |                                                                                          |                                                                                          |                                                                                          |                                                                                          |                                                                                          |                                                                                          |                                                                                          |                                                                                          |                                                                                          |                                                                                          |                                                                                          |

## Demografía
Contó con 13,123 habitantes (Indec, 2010), lo que representó un incremento del 15,2% frente a los 11,721 habitantes (Indec, 2001) del censo anterior. La población se compuso de 6.441 varones y 6.682 mujeres, lo que arrojó un índice de masculinidad del 96.39%. En tanto, las viviendas pasaron de a ser 2.945 a  4.640.
Según el censo 2022 se conoció una población dentro del municipio de 15.567 habitantes y 6.006 viviendas.Además, el censo dio a conocer datos de su composición poblacional (7423 hombres 8170 mujeres), densidad y área urbana.
| Gráfica de evolución demográfica de Chos Malal entre 1991 y 2022 |
|                                                                  |
| Fuente: censos nacionales del INDEC                              |

## Cultura
En esta ciudad, el 11 de septiembre de 1998 nació Tomás Manuel Campos más conocido como C.R.O (músico). Reconocido músico de la escena del trap argentino. Actualmente integra la banda de música Bardero$.

## Economía
Chos Malal es la ciudad más importante del norte neuquino y se concentra una gran actividad económica por el comercio allí destacado, tiene una gran dependencia en el empleo de mano de obra, con la administración pública ya sea municipal o del gobierno de la provincia del Neuquén.
Su principal fuente de mano de obra es el Estado a través del Ente Provincial de Energía del Neuquén, del Banco de la Provincia del Neuquén, de la Dirección Provincial de Vialidad del Neuquén, de la Dirección Provincial de Recaudaciones, de la Regional Norte de Producción, delegaciones de Turismo de la provincia, Vivienda, Recursos Hídricos, Tierra, delegación del Instituto de Seguridad Social del Neuquén y del municipio local.
En las cercanías de Chos Malal, se encuentran muchos yacimientos mineros, los que movilizaron su economía en años anteriores, en la década de 2010, se destaca un yacimiento de sal de potasio a 140 km.
En 2024, la empresa MSU Argentina desarrolló en Chos Malal un parque solar fotovoltaico de 90MW.

## Educación
Con respecto a la educación universitaria la ciudad cuenta con la presencia de la Universidad Nacional del Comahue. Por otro lado también se encuentra la Universidad Empresarial Siglo 21 con sus carreras a distancia.

## Comunicaciones
Se vincula a través de la Ruta Nacional 40 con las ciudades más importantes de la provincia, como Zapala, Junín de los Andes y San Martín de los Andes, encontrándose asimismo a 400 km al norte de la ciudad de Neuquén. La ruta provincial RP 43 se interna hacia el oeste en una región andina comunicando a Chos Malal con la población de Andacollo.

## Galería de imágenes

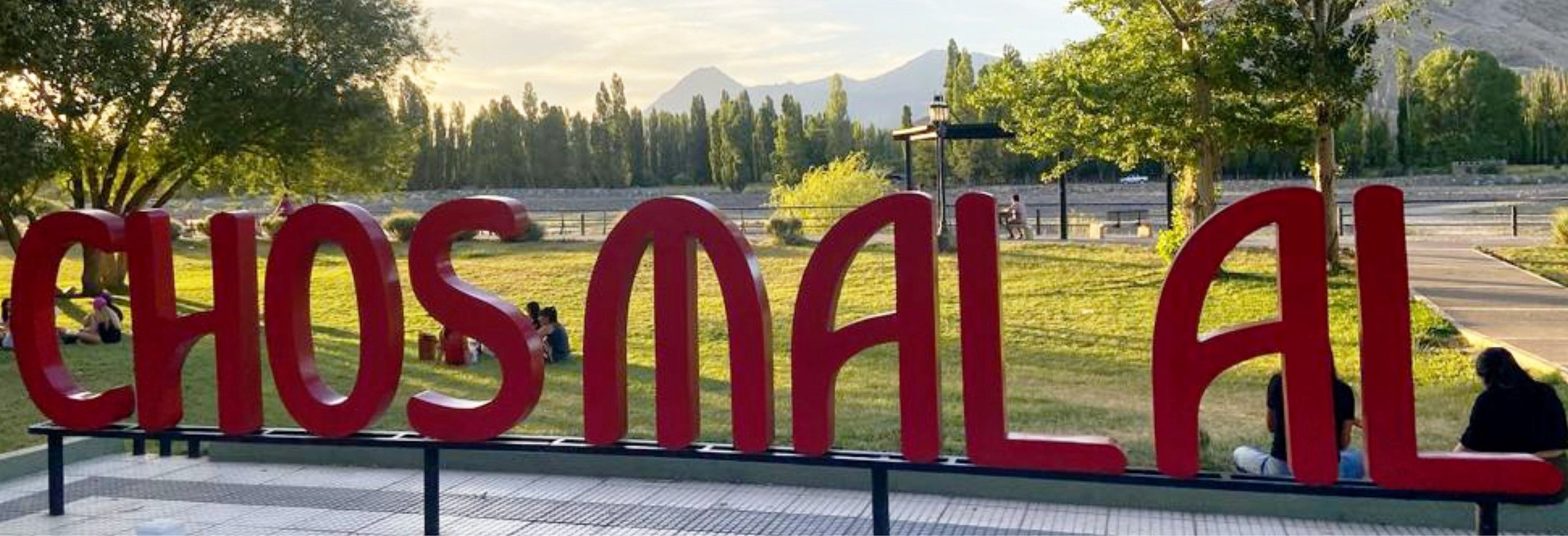
Costanera de la localidad de Chos Malal
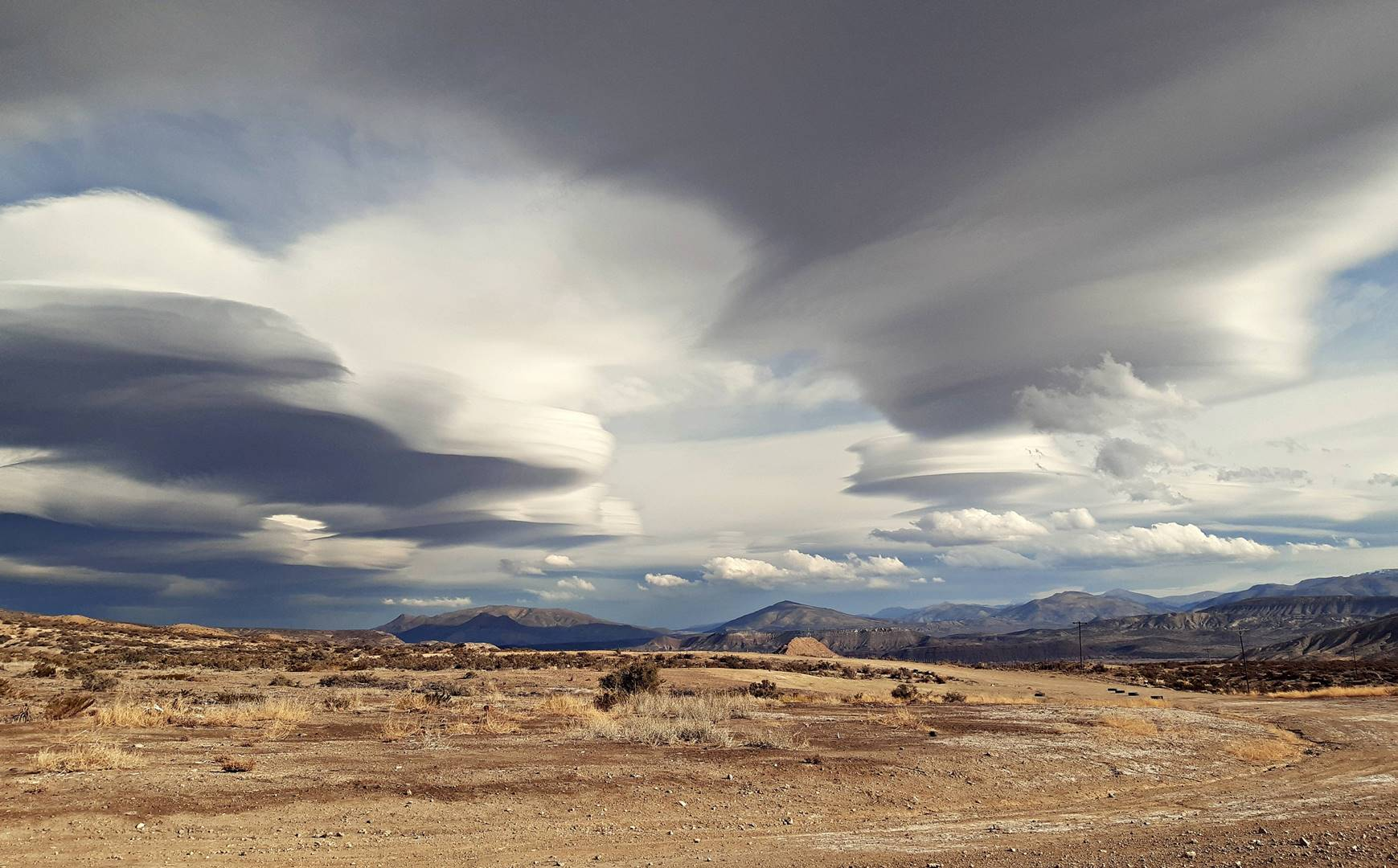
En la imagen se puede apreciar el fenómeno de nubes lenticulares, muy característico de Chos Malal y en general de la Patagonia en sitios cercanos a la cordillera
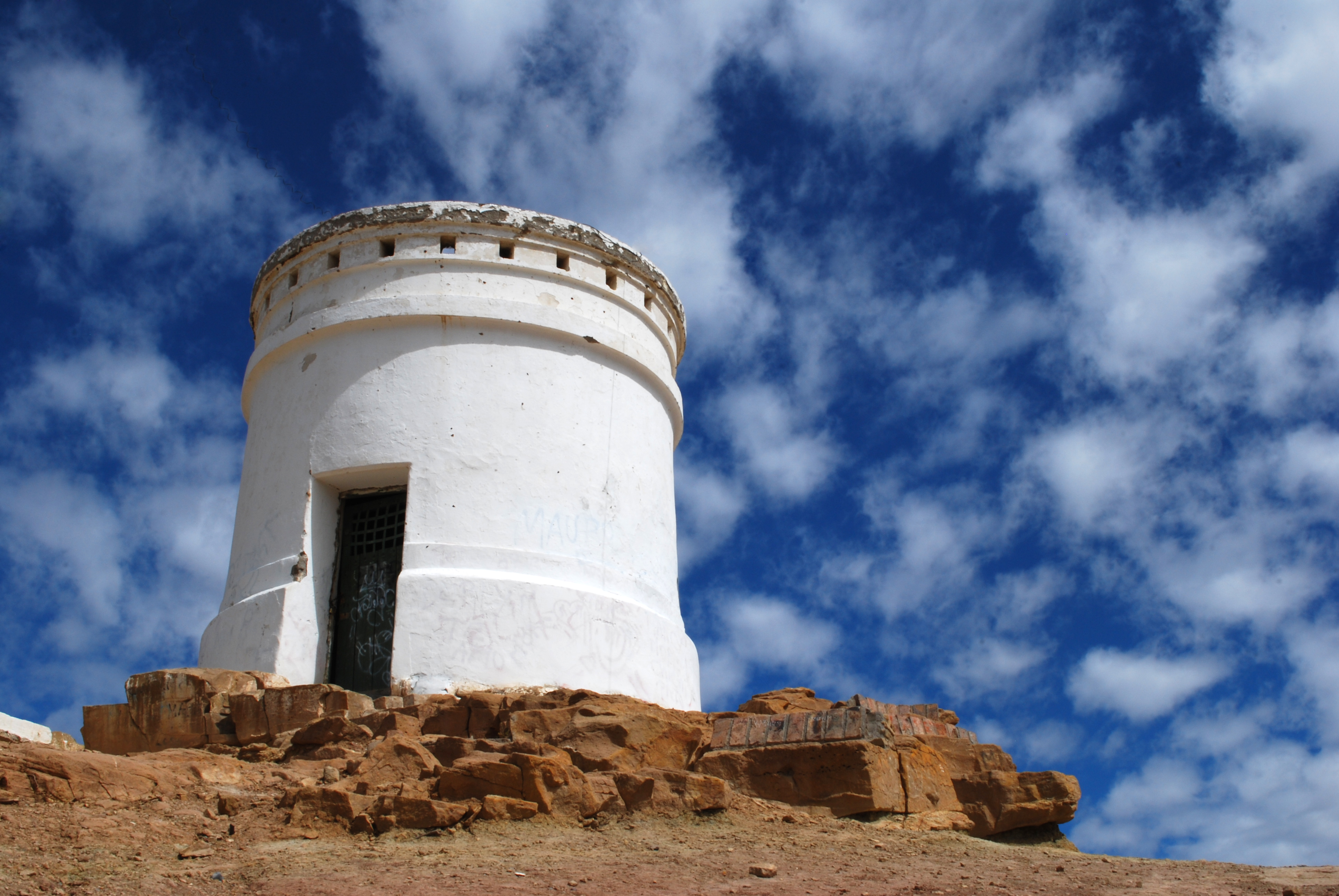
Monumento histórico ubicado en la ciudad de Chos Mala
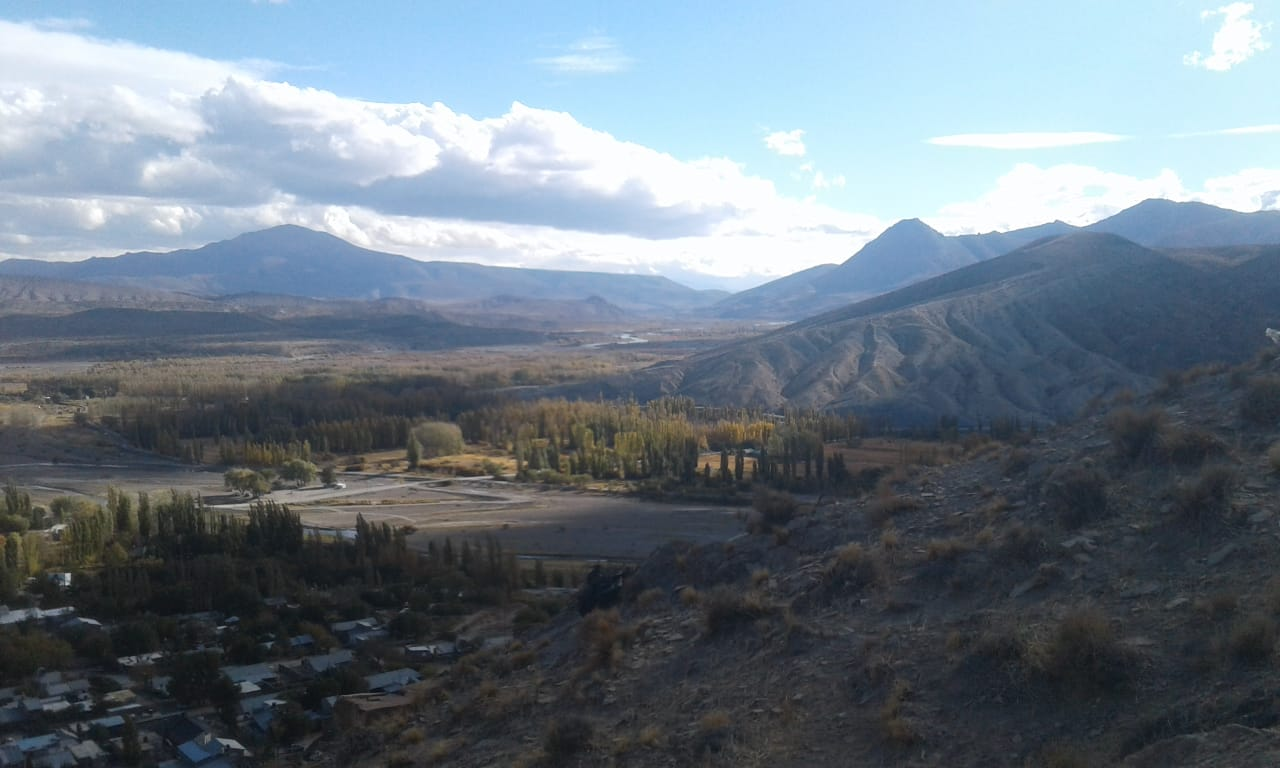
Foto panorámica de la localidad de Chos Malal, desde el cerro de la Cruz
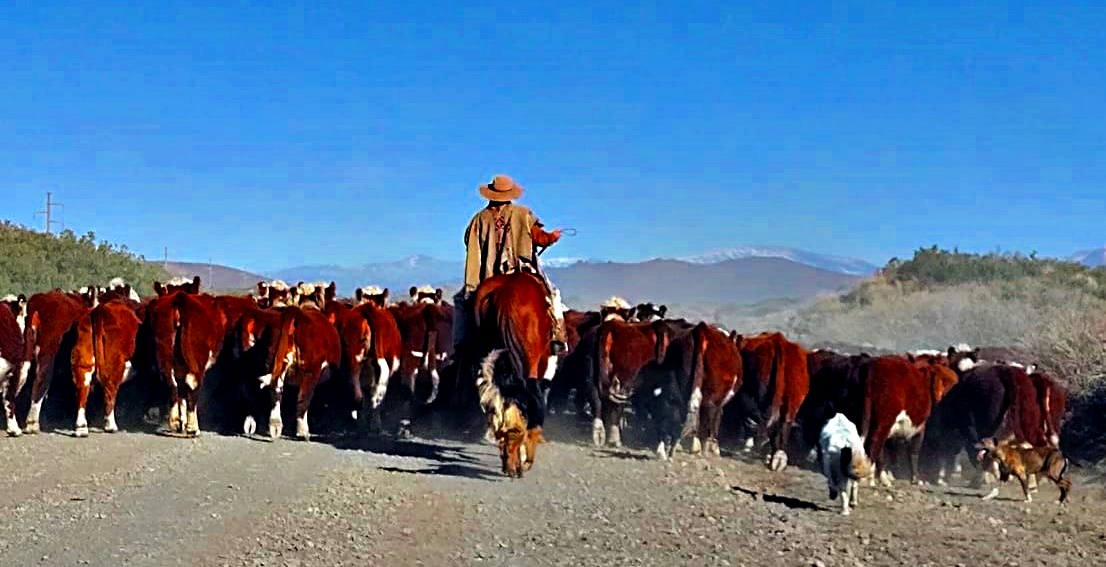
Práctica económica que se lleva a cabo en la Provincia de Neuquén
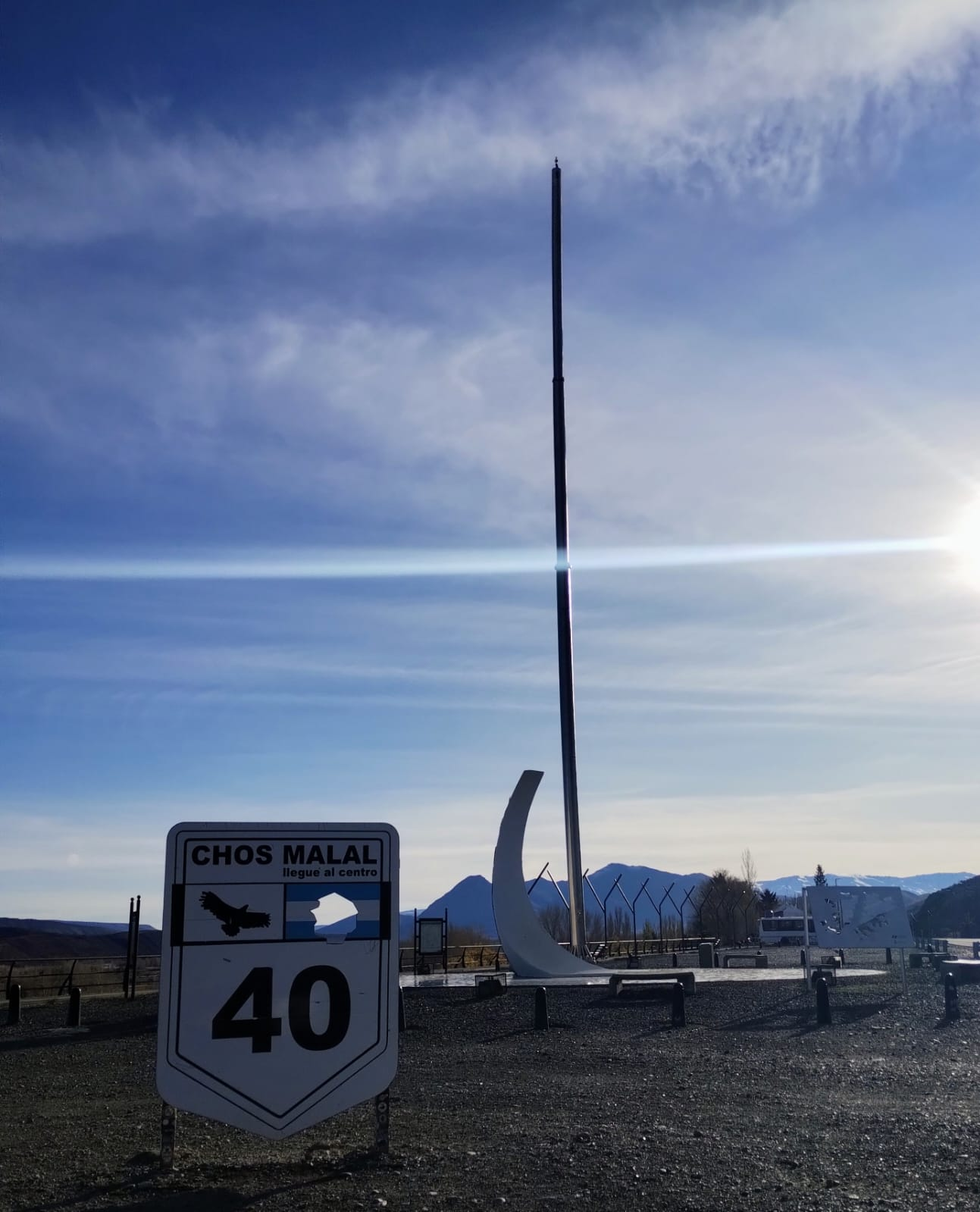
Este hito ubicado en Chos Malal, representa el centro de la Ruta Nacional 40
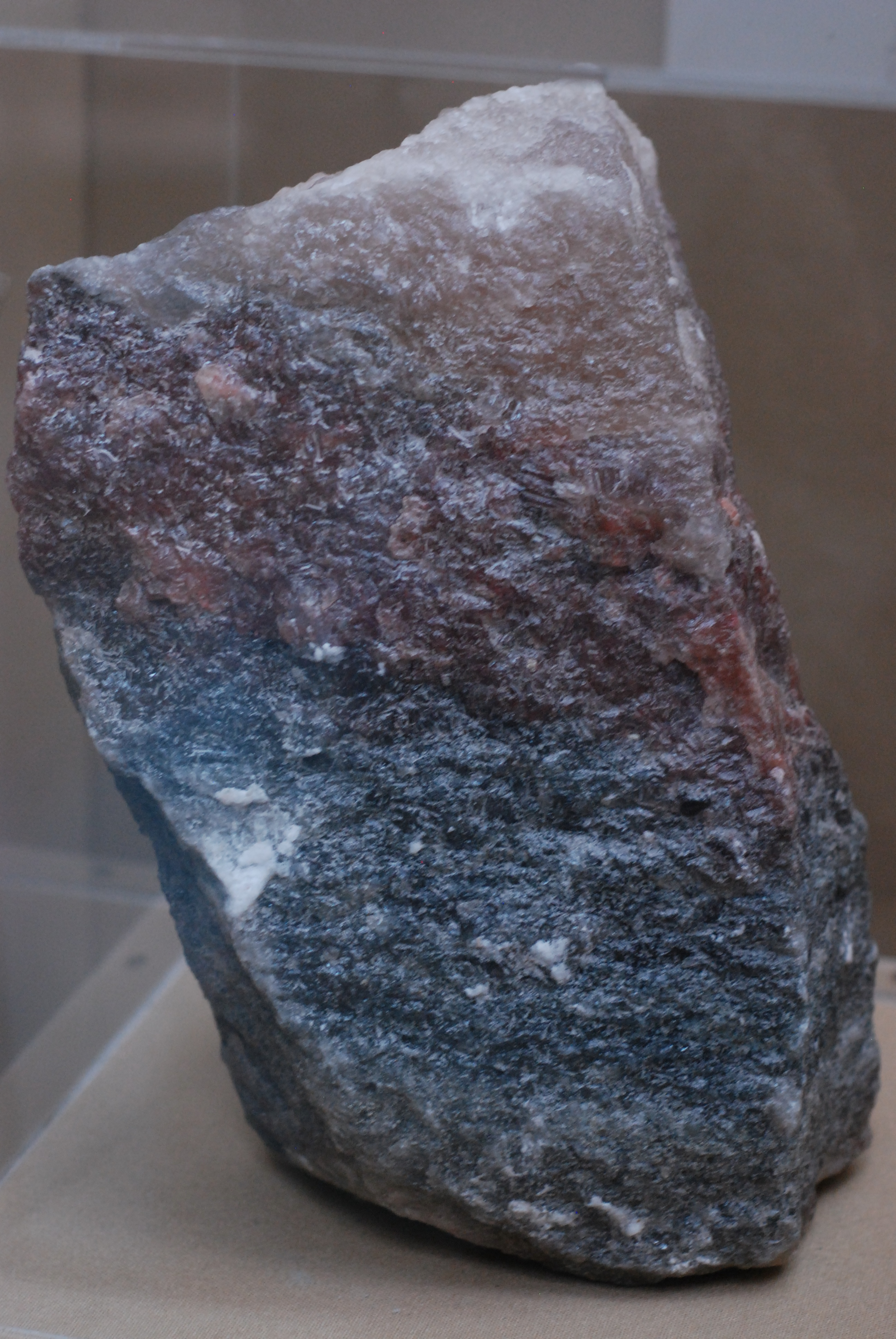
Silvita (Sal de potasio). Se utiliza para la elaboración de fertilizantes. Se extra en cercanías a la localidad de Chos Malal

## Parroquias de la Iglesia católica en Chos Malal
| Diócesis  | Neuquén           |
| --------- | ----------------- |
| Parroquia | María Auxiliadora |